# Kadena
Kadena (japanska: 嘉手納町?, Kadena-chō), okinawianska:Kadina, är en landskommun (köping) i Okinawa prefektur, Japan. Den ligger på huvudön Okinawa cirka 20 kilometer norr om residensstaden Naha. 
USA har en flygbas, Kadena Air Base, i kommunen.